# كينتو موموتا
كينتو موموتا (الياباني 桃田 賢斗، من مواليد 1 سبتمبر 1994) هو لاعب كرة ريشة ياباني فاز بالعديد من بطولات كرة الريشة الكبرى بما في ذلك لقبين في بطولة العالم، ولقبين في بطولة آسيا، ولقب واحد في عموم إنجلترا. حصل موموتا على شهادة غينيس للأرقام القياسية عن "أكثر عدد من ألقاب فردي الرجال في كرة الريشة في موسم واحد"، وذلك لإنجازاته التي حققها بالفوز في 11 لقبًا في موسم 2019. ولذا يعتبر من عظماء كرة الريشة.